# ريتشارد مونتاغيو
ريتشارد مونتاغيو (بالإنجليزية: Richard Montague)‏ : (1930 ـ 1971) عالم رياضيات وفيلسوف وعالم لسانيات أمريكي.

## حياته وأعماله
ولد في ستوكتن، كاليفورنيا في 20 سبتمبر سنة 1930. انصبت أبحاثه واهتماماته على علاقة المنطق باللغة الطبيعية وعلى نظرية المجموعات.
أسس لنهج منطقي خاص يتعامل مع اللغة الطبيعية في محاولة لمعالجتها بشكل صوري (Formal) والذي أصبح يعرف في ما بعد ب: نحو مونتاغيو. يفترض هذا النموذج انه لا يوجد أي فرق جوهري ما بين دلالة اللغة الطبيعية ودلالة اللغة الصورية المنطقية. استند مونتاغيو في تأسيسه لنموذجه على المنطق الطوري والمنطق الزمني ومنطق المحمولات. أثر نحو مونتاغيو على عدد كبير من علماء اللسانيات الحاسوبية وفلاسفة اللغة في نظرتهم إلى اللغة الطبيعية وفي تعاملهم معها.
نال ريتشارد مونتاغيو درجة الدكتوراه في سنة 1957م من جامعة كاليفورنيا في بركلي، كان عنوان اطروحته:(إسهامات في الأسس المسلماتية لنظرية المجموعات) "Contributions to the Axiomatic Foundations of Set Theory" والتحق بعد ذلك بسلك التدريس في جامعة كاليفورنيا بقسم الفلسفة.
توفي ريتشارد مونتاغيو في 7 مارس سنة 1971 في لوس أنجلوس.

## اقرأ أيضاً
- نحو مونتاغيو

## روابط خارجية
- ريتشارد مونتاغيو على موقع الموسوعة البريطانية (الإنجليزية)